# Decision to Leave
Decision to Leave är en sydkoreansk dramafilm från 2022, regisserad av Park Chan-wook.
Filmen handlar den gifte detektiven Jang Hae-jun, vars utredning av en mans död leder honom till mannens änka, den kinesiska invandraren Song Seo-rae. Hae-juns utredning av Seo-rae som misstänkt leder gradvis till att han utvecklar känslor för henne.
Filmen hade premiär vid filmfestivalen i Cannes 2022, där den deltog i tävlan om Guldpalmen. Den vann priset för bästa regi.

## Rollista
| Park Hae-il | – Jang Hae-jun |
| Tang Wei    | – Song Seo-rae |